# Canal Behm

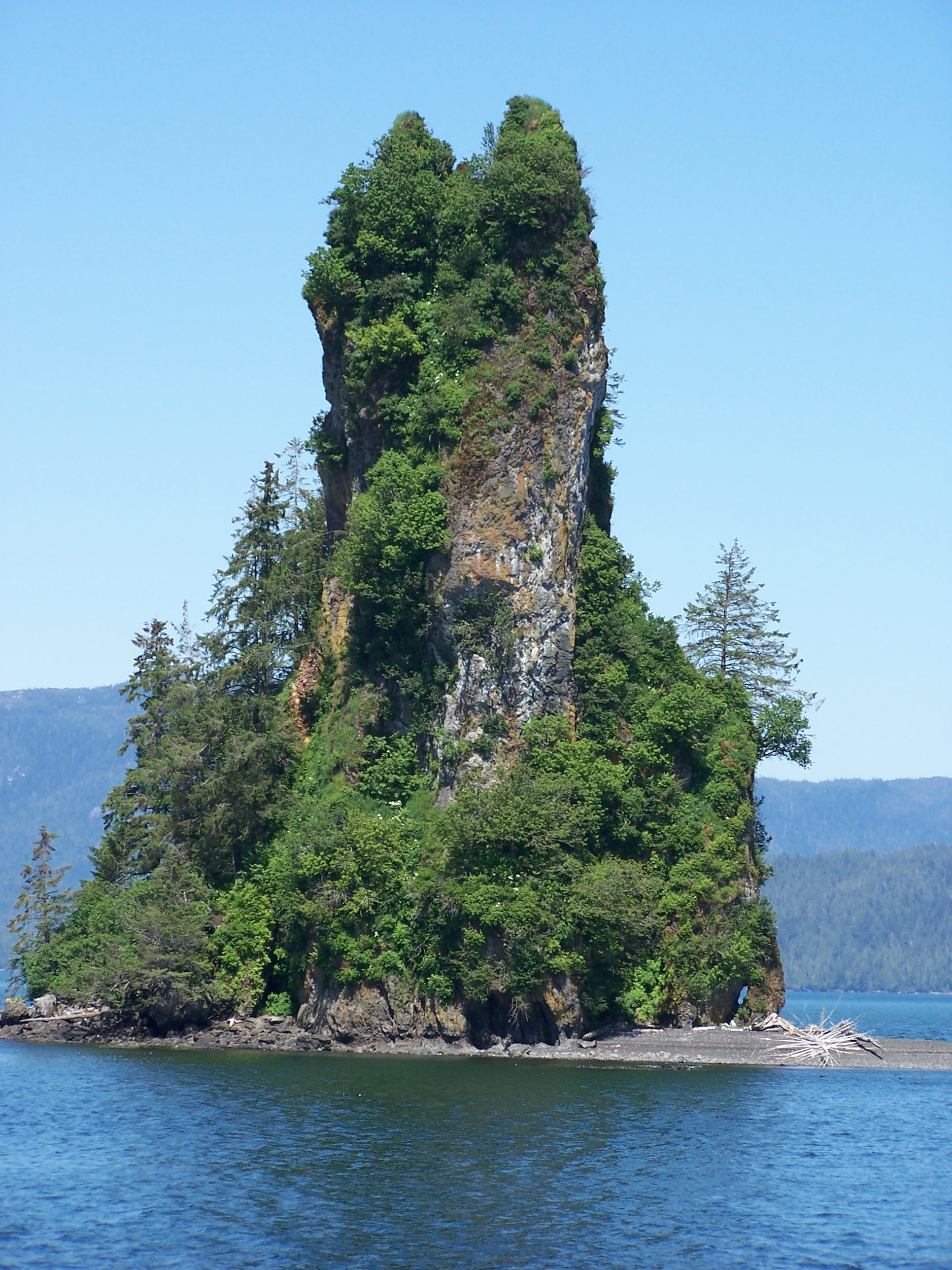
Rocher New Eddystone dans le canal Behm.

Le canal Behm est un fjord du sud-ouest de l'Alaska aux États-Unis, dans l'archipel Alexandre.

## Description
Long d'environ 108 milles (174 km), le canal Behm sépare l'île Revillagigedo du continent. Depuis le détroit de Clarence, il s'étend au nord et nord-est près de l'embouchure de la rivière Unuk, puis se dirige vers le sud en direction du canal Revillagigedo.
Son nom lui a été donné par George Vancouver en 1793 en l'honneur de Magnus von Behm, gouverneur du Kamtchatka en 1779 et compagnon de James Cook. C'est lui qui a annoncé la mort de Cook, tué à Hawaï, à l'Europe.
Le rocher basaltique New Eddystone Rock qui s'y trouve est un résidu de l'activité volcanique locale.

## Sources et références
- (en) Cet article est partiellement ou en totalité issu de l’article de Wikipédia en anglais intitulé « Behm Canal » (voir la liste des auteurs).
- (en) « Canal Behm », Geographic Names Information System